# 黎塞留-德鲁奥站
黎塞留-德鲁奥站（法語：Richelieu - Drouot）是巴黎地鐵的一個車站。黎塞留-德鲁奥站開業於1928年6月30日，是巴黎地鐵8號線和巴黎地鐵9號線的交會車站。車站名稱來自於黎塞留路和德鲁奥路。

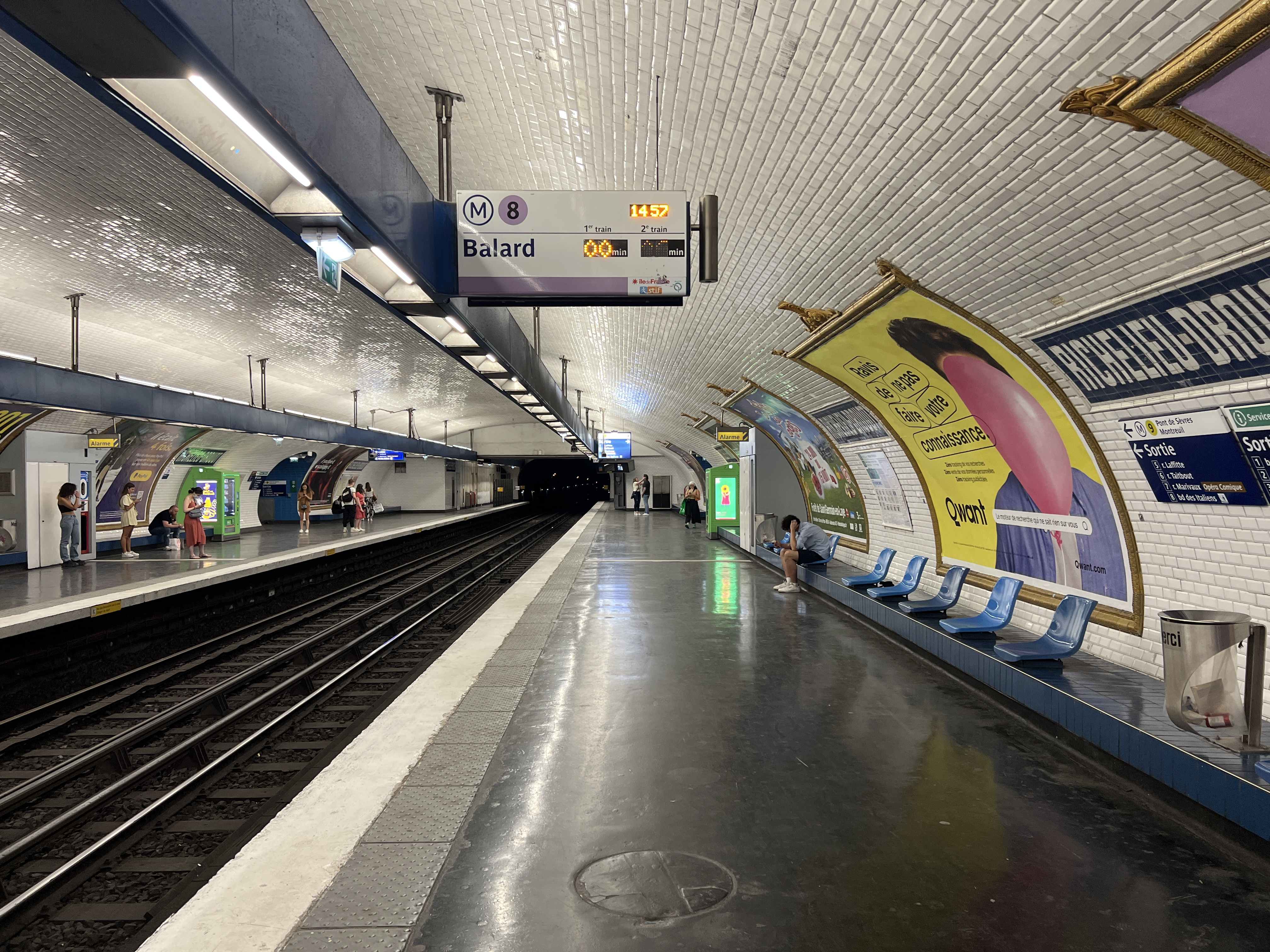
8號線月台（2022年7月）

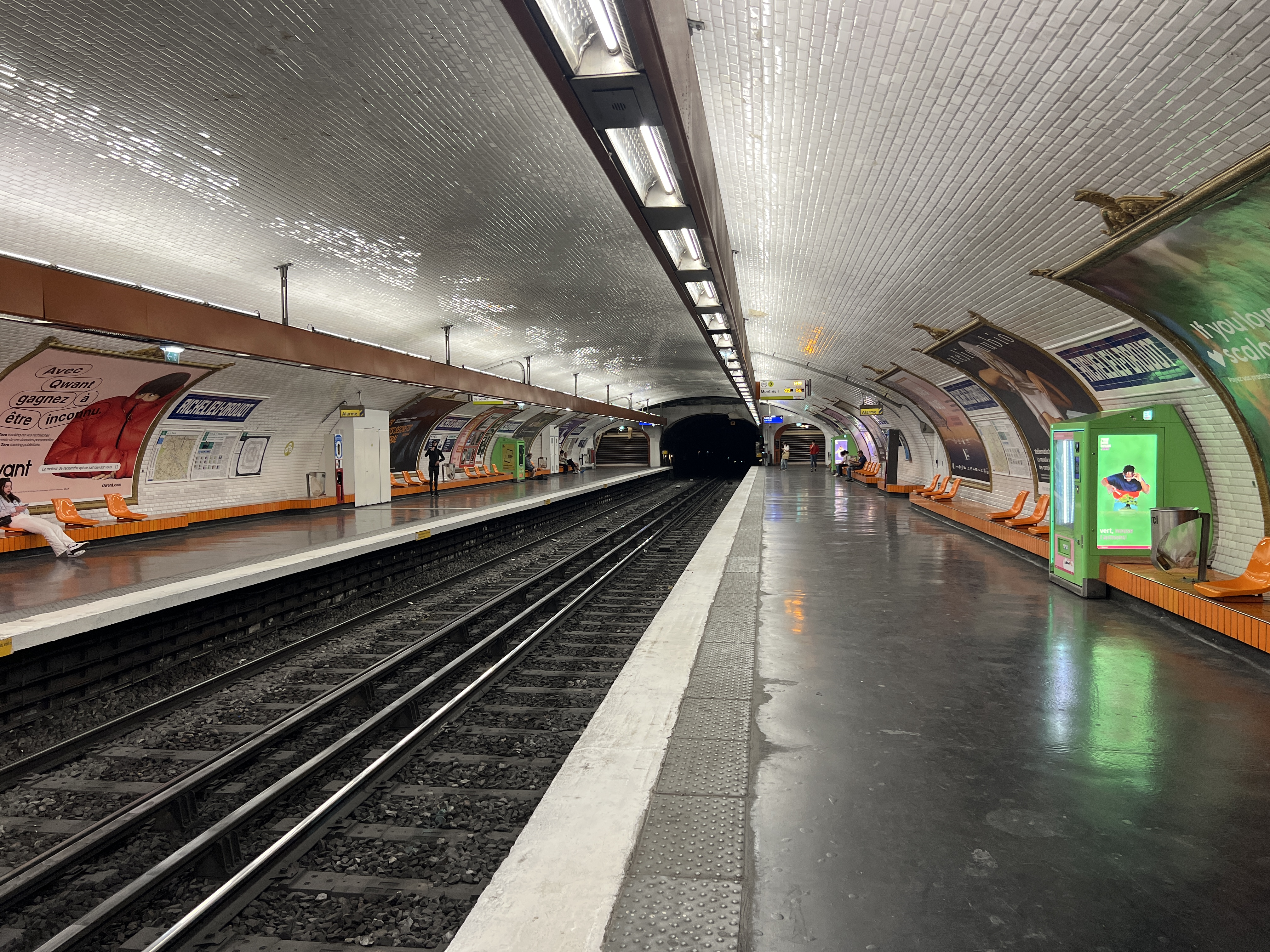
9號線月台（2022年7月）

## 車站結構
| G  | 街道               | 出入口                          |
| B1 | 夾層               | 閘機                            |
| B2 | 側式月台，右側開門 | 側式月台，右側開門              |
| B2 | 西行               | 往巴拉尔（歌劇院）              |
| B2 | 東行               | 往湖之角（大道）                |
| B2 | 側式月台，右側開門 |                                 |
| B3 | 側式月台，右側開門 | 側式月台，右側開門              |
| B3 | 西行               | 往塞夫爾橋（绍塞当坦-拉法耶特） |
| B3 | 東行               | 往蒙特勒伊市政厅（大道）        |
| B3 | 側式月台，右側開門 |                                 |